# Casa de Piatră, Alba
Casa de Piatră este un sat în comuna Arieșeni din județul Alba, Transilvania, România.
În anul 2012 aici existau aproximativ 20 de familii.

## Monumente ale naturii
- Rezervația naturală Peștera Ghețarul de la Vârtop (1 ha).
- Rezervația naturală Coiba Mică (1 ha).
- Rezervația naturală Coiba Mare (1 ha).
- Rezervația naturală Peștera Vârtopașu (1 ha).
- Rezervația naturală Huda Orbului (1 ha).
- Peștera Huda Oilor
- Rezervația naturală Izbucul Tăuzului